# Vlag van India

Vlag van India (ratio 2:3)

De vlag van India wordt de Tiranga genoemd (driekleur in het Hindi). De vlag bestaat uit drie horizontale banden met een gelijke hoogte: saffraan van boven, wit in het midden en groen onderaan. In het midden staat een blauw Ashoka Chakra (wiel) met 24 spaken.
Het saffraan symboliseert de moed, het wit de vrede, en het groen voortvarendheid. De Chakra stond voor Gandhi's spinnewiel, dat zelfvoorzienendheid symboliseerde. Deze werd in 1947 vervangen door de Asoka Chakra, het 'wiel van de wet'. Deze charkha is een oude afbeelding die opgenomen was in de pilaren die Koning Asoka in 250 voor Christus liet neerzetten in verschillende belangrijke religieuze plaatsen in India, en komt oorspronkelijk uit het boeddhisme. De 24 spaken symboliseren 24 uur van de dag, en vooruitgang in elk uur. 
De vlag werd ontworpen door een vrijheidsvechter, Pingali Venkayya, en werd oorspronkelijk aangenomen op 22 juli 1947, een halve maand voordat het land onafhankelijk werd als Dominion of India. Er zijn speciale regels voor het correcte gebruik en tonen van deze vlag.

## Geschiedenis van de vlag
Toen aan het begin van de twintigste eeuw de gedachte dat India onafhankelijker van het Verenigd Koninkrijk zou moeten worden terrein won, werd de roep om een nationale vlag steeds luider. De eerste driekleur die werd voorgesteld, was de Calcutta Flag. Deze vlag werd in 1906 tijdens een protestbijeenkomst in Calcutta gepresenteerd en was een oranje-geel-groene driekleur; in de bovenste baan staan acht witte halfopen lotusbloemen en in de onderste baan een zon en een halve maan; in de middelste baan staat वन्दे मातरम् (Vande Mataram in het Hindi).
In 1907 werd in Stuttgart een variant van deze vlag gepresenteerd, die tijdens de Eerste Wereldoorlog gebruikt werd door Indische organisaties die door Duitsland gesteund werden.
De Home Rule Movement, die van India een Dominion binnen het Britse Gemenebest wilde maken, gebruikte sinds 1917 een rood-groen gestreepte vlag met in het kanton de Britse vlag; deze niet-rechthoekige vlag heeft ook zeven sterren (die het sterrenbeeld Grote Beer symboliseren), een halve maan en een zon.
Sinds 1921 wordt met instemming van Mahatma Gandhi het spinnewiel gebruikt in de Indiase vlag. De eerste vlag met een spinnewiel die Gandhi goedkeurde, was een wit-groen-rode driekleur met een blauw spinnewiel. Deze vlag vond echter geen algehele instemming, vooral omdat de hindoes en sikhs oranje boven rood prefereerden. In 1931 nam de Provisional Government of Free India dan uiteindelijk een oranje-wit-groene driekleur met in het midden een blauw spinnewiel aan. Zoals hierboven vermeld nam het Dominion of India dan uiteindelijk op 22 juli 1947 de huidige vlag aan; deze vlag bleef in gebruik toen het land op 26 januari 1950 een republiek werd,
|  |  |  |
|  |  |  |

## Overige vlaggen van India

? Handelsvlag
? Dienst- en oorlogsvlag ter zee
Vaandel van de Indiase luchtmacht